# Konstantin Konstantinowitsch Sucharew

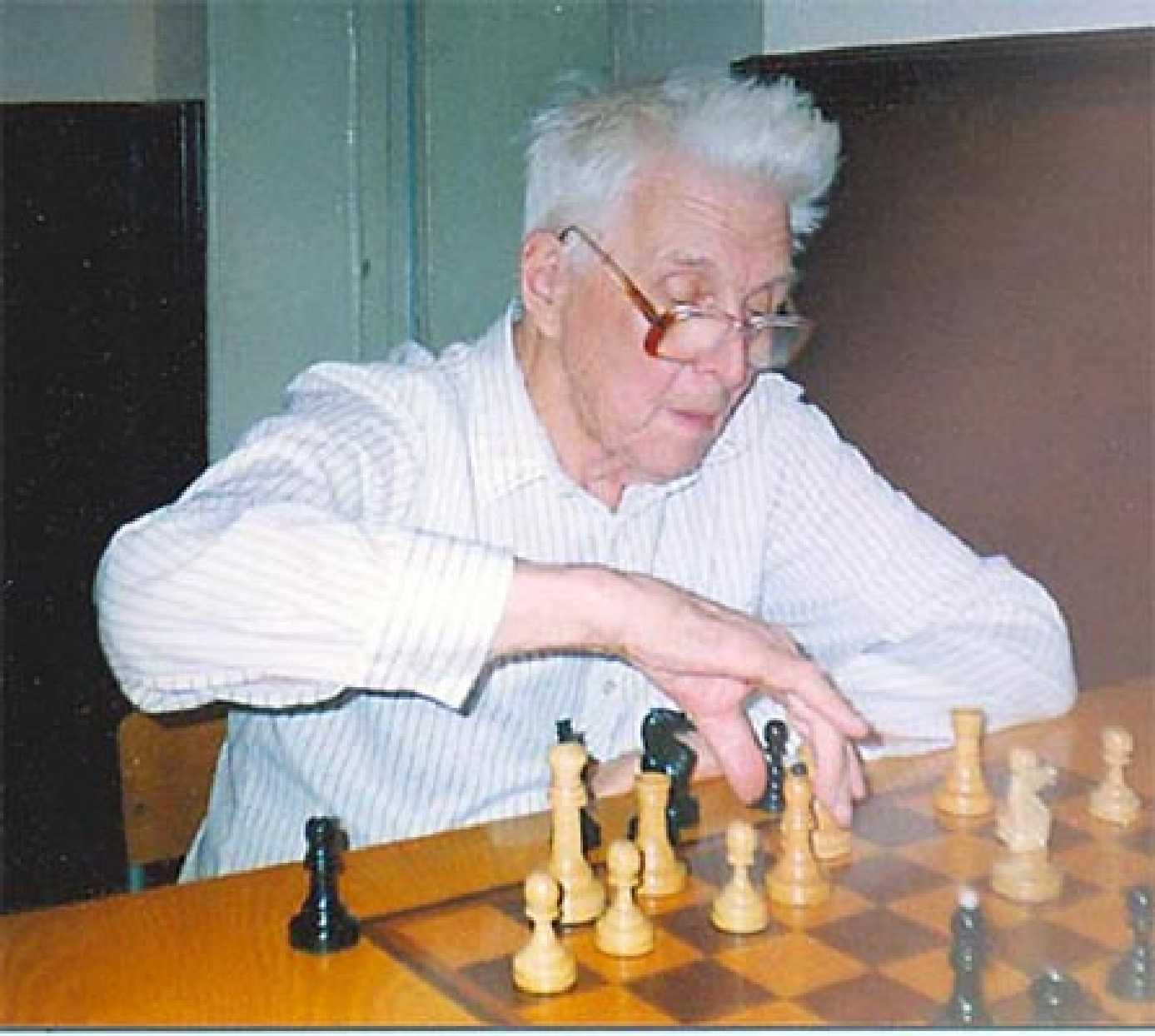
Konstantin Sucharew 2003 auf einem Seniorenturnier im städtischen Schachklub in Nowosibirsk

Konstantin Konstantinowitsch Sucharew (russisch Константин Константинович Сухарев, wiss. Transliteration Konstantin Konstantinovič Sucharev; * 26. Februar 1912 in Atschinsk; † 8. Oktober 2004 in Nowosibirsk) war ein russischer Schachkomponist, Poet und Autor.

## Schach
Konstantin Konstantinowitsch Sucharew erlernte das Schachspiel im Alter von fünf oder sechs Jahren von seinem Vater. Im August 1927 belegte er den zweiten Platz in der Meisterschaft der Erwachsenen in Atschinsk. Ebenfalls im Jahr 1927 veröffentlichte er einen Zweizüger in Sowjetskaja Sibir (deutsch Sowjetsibirien). Sucharew wurde Kolumnist einer Lokalzeitung. Größere Bekanntheit erhielt er durch eine 1930 veröffentlichte Studie (siehe unten), die später oft nachgedruckt wurde, zum Beispiel in Genrich Gasparjans Domination in 2545 Endgame Studies.
Von 1963 bis 1993 leitete Sucharew eine Kolumne in der Zeitung Wetscherny Nowosibirsk (deutsch Nowosibirsk am Abend). Er veranstaltete viele Löse- und Kompositionsturniere für Schachprobleme und Studien. Durch Bondarenko wurden sibirische Erfolge publiziert und im Januar 1981 der Kontakt zwischen Sucharew und John Roycroft hergestellt.
Schachkompositionsveranstaltungen wurden durch Sucharew in der Sowjetunion, besonders Odessa, Tscheljabinsk und Browary (nahe Kiew) die Norm. 1998 richtete er gemeinsam mit Oleg Perwakow das Turnier beim World Congress of Chess Composition (Weltkongress der Schachkomposition) in Leningrad/Sankt Petersburg und 2003 alleine in Moskau als Preisrichter.
Sucharew initiierte auch die Turniere zwischen den Heldenstädten und das Match zwischen Ostrussland und Westrussland.
Unter Sucharews Einfluss wuchsen bekannte Schachkomponisten heran, die er oftmals auch zu Hause besuchte. Zu Sucharews 90. Geburtstag flog der Präsident der Russischen Schachföderation, Andrei Seliwanow, von Moskau ein, und Wascha Neidse schrieb Sucharew einen Brief, in dem er seine Anerkennung ausdrückte.
In seinen späten Jahren schrieb Sucharew einige Bücher, unter anderem die Schachbücher Schach in Sibirien (1995), Schachkomponisten Nowosibirsks (2000) und seine Gedichtsammlung Frauen und die Heimat.
1977 belegte das sibirische Team den zweiten Platz in der VI. Meisterschaft der Russischen Föderation und 1995 gewann es sogar die XII. Meisterschaft mit Michail Danilow, Wladimir Winitschenko, Grigori Gamsa, Rudolf Larin, Wiktor Tschupin, Konstantin Sucharew und Daniil Jakimowitsch.
Seinen Freunden war Sucharew unter seinem Spitznamen Tin Tinitsch (schnelle Aussprache des Vor- und Vatersnamen) bekannt.

## Privates
Sucharews Vater, Konstantin Makarowitsch Sucharew (* 1891; † 1920), der ein führender Mitarbeiter der frühen sibirischen Kundengesellschaft Sakupsbyt (russisch Закупсбыт, deutsch etwa An- und Verkauf) war, starb im Bürgerkrieg. Seine Mutter, Alexandra Fjodorowna (* 1886; † 1983), erzog Sucharew zur Heimatverbundenheit.
Nachdem Sucharew 1928 die Schule abgeschlossen hatte, arbeitete er in einem Landesvermessungsteam. Im Jahre 1933 absolvierte er eine Ausbildung in Geodäsie und 1934 in Astronomie. Mit der regionalen Neuordnung 1935 gelangte er in die neue Oblast-Hauptstadt Nowosibirsk. Im Zweiten Weltkrieg wurde er 1942 zum Militär einberufen und führte eine Mörserabteilung. Wegen einer Verletzung im August 1942 im linken Unterarm wurde er aus der Armee entlassen und nach Nowosibirsk zurückgeschickt. Bis 1972 arbeitete er in der Geodäsie und reiste durch ganz Sibirien, bis er als führender Spezialist in Geodäsie und Topografie in Pension ging.
Sucharew verstarb am 8. Oktober 2004.

## Berühmte Studie
Die folgende Studie wurde vielfach in Schachbüchern und Anthologien nachgedruckt.
|   | a | b | c | d | e | f | g | h |   |
| 8 |   |   |   |   |   |   |   |   | 8 |
| 7 |   |   |   |   |   |   |   |   | 7 |
| 6 |   |   |   |   |   |   |   |   | 6 |
| 5 |   |   |   |   |   |   |   |   | 5 |
| 4 |   |   |   |   |   |   |   |   | 4 |
| 3 |   |   |   |   |   |   |   |   | 3 |
| 2 |   |   |   |   |   |   |   |   | 2 |
| 1 |   |   |   |   |   |   |   |   | 1 |
|   | a | b | c | d | e | f | g | h |   |

Lösung:

1. Le1–g3 Dh2xg3

2. Sd1–c3+ Kd5–e5

3. Tb6–b5+

und je nachdem, wohin der schwarze König zieht, gewinnt 4. Sc3–e2+ oder 4. Sc3–e4+.
1. … Dh2–h1/h3

2. Tb6–d6+ Kd5–e4

3. Sd1–f2+

1. … Dh2–d2+

2. Sd1–c3+ Kd5–d4

3. Tb6–d6+

jeweils mit Damengewinn.
Im Januar 2005 verbesserte der 15-jährige Iwan (Wanja) Botscharow das Stück, indem er den Bh6 nach h7 setzte. Dadurch ergab sich die zusätzliche Variante 1. … Dh6 2. Sc3+ Kd4 3. Lf4! Df8+ 4. Td6+ Dxd6+ 5. Lxd6 oder 3. … Dxf4 4. Se2+ mit Gewinn.
Am 8. Mai 2007 fand Arpad Rusz heraus, dass das Stück auch ohne den Bauern auf h6 korrekt ist.

## Werke
- Wladimir Neistadt und Konstantin Sucharew, Eine Falle für den schwarzen König (russisch Ловушка для чёрного короля (Lowuschka dlja tschornogo korolja)), Barnaul, 1994, ISBN 5-88198-009-3, 176 S.
- Witali Kowalenko und Konstantin Sucharew, Eine Falle für den schwarzen König (russisch Ловушка для чёрного короля (Lovuschka dlja tschornogo korolja)), Band 2, Nowosibirsk, 1999, 93 S.
- Ruwim Kuhr, Wladimir Neistadt und Konstantin Sucharew, Schach in Sibirien (russisch Сибирь шахматная (Sibir schachmatnaja)), Barnaul-Nowosibirsk, 1995, ISBN 5-88198-012-3, 224 S.
- Konstantin Sucharew, Schachkomponisten Nowosibirsks (russisch  Шахматные композиторы Новосибирска (Schachmatnyje kompository Nowosibirska)), Nowosibirsk, 2000, 111 S.
- Konstantin Sucharew, Die Turniere der Heldenstädte und andere Schachkompositionswettbewerbe (russisch Матчи городов-героев и другие соревнования по шахматной композиции (Matschi gorodow-gerojew i drugije sorewnowanija po schachnatnoj komposizii)), Nowosibirsk, 1998, 103 S.
- Konstantin Sucharew, Perlen des Heimatlandes. Über die Heimat und über die Frauen. Gedichte und Erinnerungen. (russisch Жемчужины родного края. О Родине и о женщинах. Избранное (Schemtschuschiny rodnogo kraya. O rodine i o zhentschinach. Izbrannoe)), Nowosibirsk, 1998, 88 S.

| Personendaten    | Personendaten                                                                                            |
| ---------------- | --- |
| NAME             | Sucharew, Konstantin Konstantinowitsch                                                                   |
| ALTERNATIVNAMEN  | Сухарев, Константин Константинович (russisch); Sucharev, Konstantin Konstantinovič (russisch-lateinisch) |
| KURZBESCHREIBUNG | russischer Schachkomponist, Poet und Autor                                                               |
| GEBURTSDATUM     | 26. Februar 1912                                                                                         |
| GEBURTSORT       | Atschinsk, Sibirien                                                                                      |
| STERBEDATUM      | 8. Oktober 2004                                                                                          |
| STERBEORT        | Nowosibirsk, Sibirien                                                                                    |